# Figura etimológica
En retórica, la figura etimológica, dentro de las figuras literarias, es una de las de repetición. Es una de las manifestaciones de la annominatio y consiste en utilizar dentro de una misma frase, y en posiciones sintácticas diferentes, formas derivadas de un mismo lexema.
Ejemplo: «dos caballeros que vivían con el infante don Enrique eran entramos muy amigos e posaban siempre en una posada». (Don Juan Manuel, El conde Lucanor).